# Volker Winkler
Volker Winkler, född den 20 juli 1957 i Merseburg, Tyskland, är en östtysk tävlingscyklist som tog OS-silver i lagförföljelsen vid olympiska sommarspelen 1980 i Moskva. 